# Gilman (Contea di Taylor, Wisconsin)
Gilman è un comune degli Stati Uniti, situato in Wisconsin, nella Contea di Taylor.